# Carrascal de La Cuesta
Carrascal o Carrascal de La Cuesta es una localidad perteneciente al municipio de Turégano, en la provincia de Segovia, comunidad autónoma de Castilla y León, España. En 2023 contaba con 41 habitantes.
Es junto a Aldeasaz y Berrocal uno de los barrios históricos de La Cuesta, incorporados junto con ella a Turégano en 1972.

## Toponimia

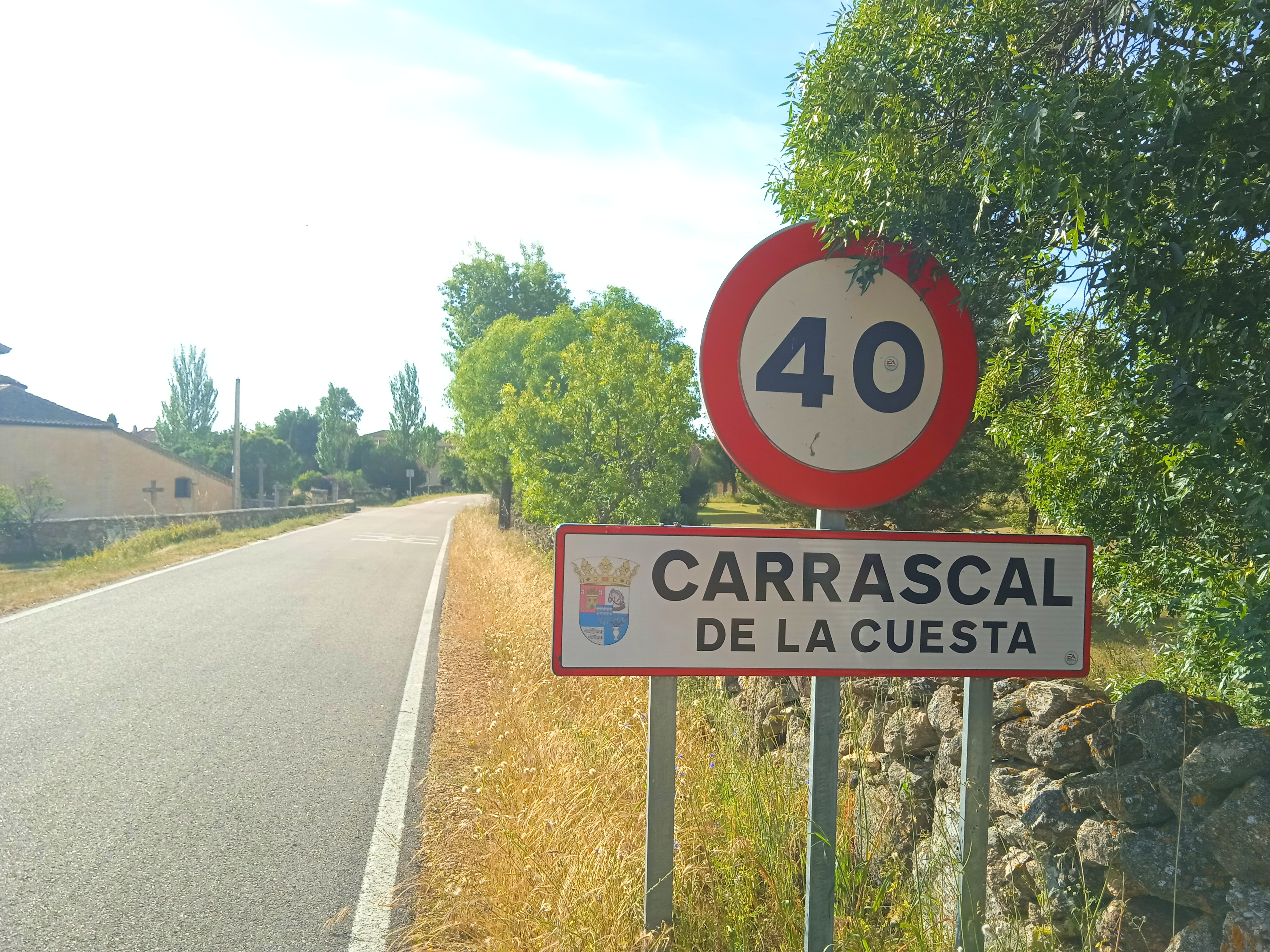
Nombre de la localidad en la señal que indica la entrada a la zona urbanizada

Se llama así en referencia a un lugar donde abundan las carrascas -un árbol de bellotas,- lo que viene a indicar su situación en un monte bajo de encinas.

## Geografía física

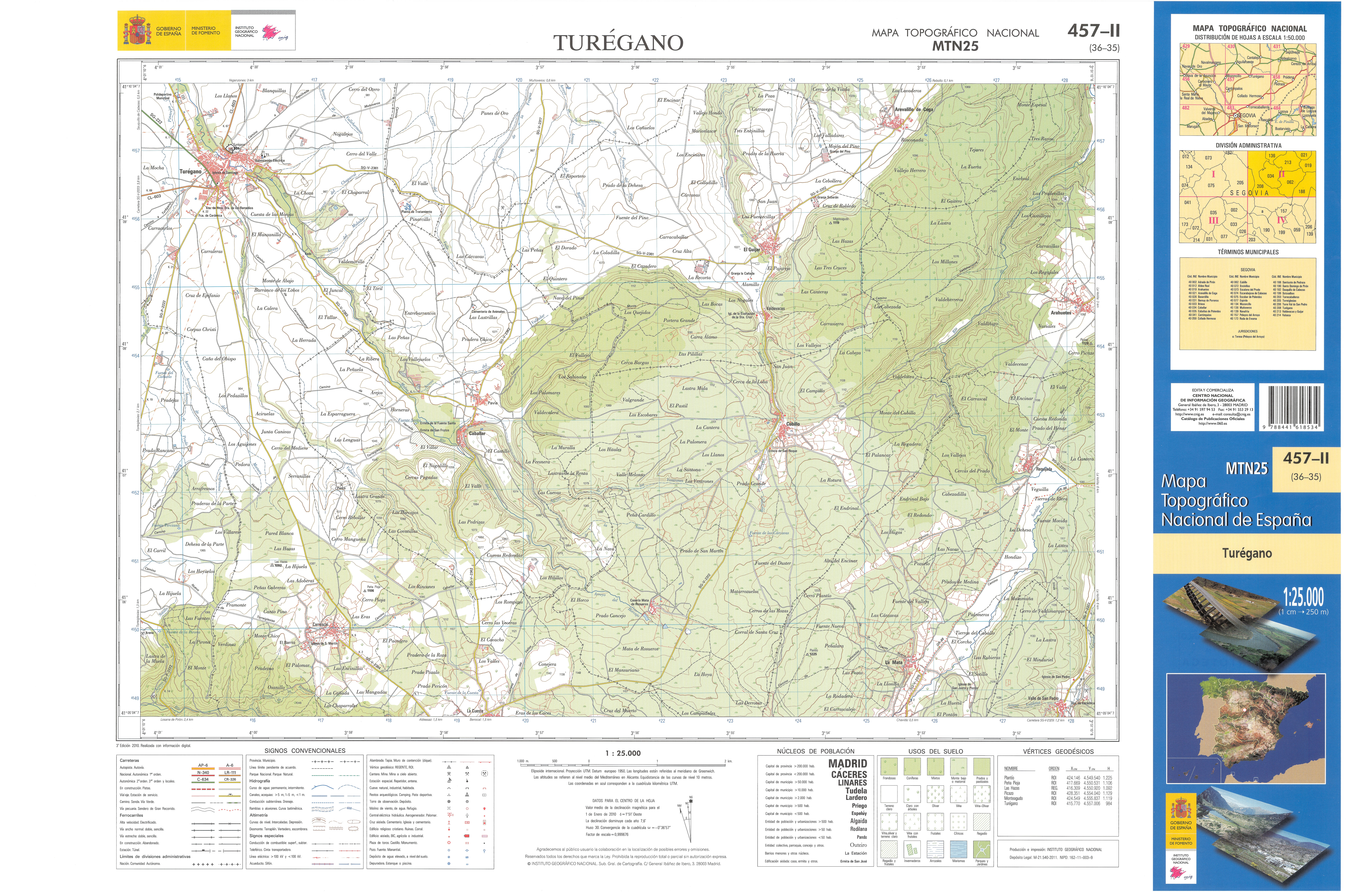
Fragmento de la hoja 457 del Mapa Topográfico Nacional de España de 2010 en el que se representa parte de Carrascal

Dividido en dos barrios separados, se ubica en el piedemonte de la Sierra de Guadarrama y al margen derecho del río Viejo, en una zona donde abundan los fresnos. La zona urbanizada se sitúa en las estribaciones de la atalaya al noreste donde se sitúa el núcleo de La Cuesta, del que dista 2 km.
Se puede acceder al núcleo desde la Ermita de Santa Rosa en La Cuesta por la carretera SG-V-2364, desde Turégano por una carretera local que circunvala la localidad y desde Torreiglesias por un camino de tierra compactada cuyo asfaltado quedó desestimado.
Por la localidad trascurre también el Camino de San Frutos, en la tercera etapa de su itinerario por Caballar.

## Historia
En las proximidades del pueblo hay un yacimiento arqueológico con cerámicas de la Edad del Bronce y restos de una villa romana. A ello se suman restos neolíticos ya más próximos a La Cuesta.
El casco actual es de fundación o repoblación medieval, dentro del Sexmo de Posaderas de la Comunidad de Ciudad y Tierra de Segovia y la vicaría de Turégano. La vecina población de La Cuesta es citada por primera vez en 1247, momento para el que Carrascal ya debía de existir, la existencia de Carrascal en esa época queda mayormente avalada por los restos románicos de la Iglesia de San Martín.
Para el siglo XVI, ya consta documentación acreditando a Carrascal como como anejo en lo eclesiástico a La Cuesta, que en el siglo XIX describe Carrascal ya abiertamente como uno de sus barrios, al igual que Aldeasaz y Berrocal, reuniéndose los representantes de estos cuatro barrios en la Casa de Juntas de La Cuesta.
Pese a su limitada población actual, en 1950 era el mayor de los tres barrios con 208 personas, reducida tras el éxodo rural de las décadas posteriores.

### Segregación fallida y anexión a Turégano

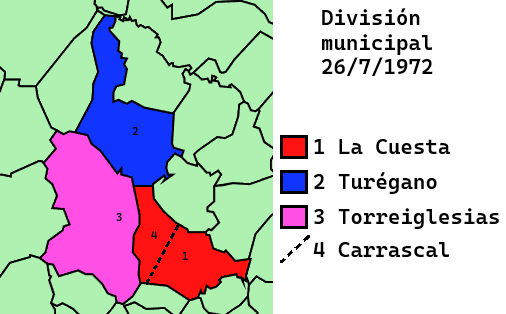
Término local de Carrascal y municipales de La Cuesta, Turégano y Torreiglesias a 26 de julio de 1972, cada uno buscando entre polémicas una reforma distinta

Hasta 1972 Carrascal sería una pedanía de La Cuesta, ese año la mayoría de los vecinos residentes solicitaron formalmente la segregación de Carrascal para pasar a formar parte del de Torreiglesias por motivos de conveniencia. El Ayuntamiento de La Cuesta se opondría a este acuerdo, oposición que contaría con la mayoría de sus vecinos.
Para mantener Carrascal, La Cuesta optó, alegando dificultades económicas, por pedir la incorporación de todo su término al de Turégano, que accedió sin reparo. El argumento que se esgrimió en ese punto fue que si Carrascal se segregaba, su término dejaría los de Turégano y La Cuesta separados quedando estos en medio.
Finalmente, y entre gran polémica, el gobierno y la Diputación optaron por forzar la unión con Turégano el 26 de julio de ese año, suprimiendo el inmemorial ayuntamiento de La Cuesta y las expectativas de autogobierno de Carrascal. Quedando junto con Aldeasaz y Berrocal como barrios de Turégano, con su capital municipal a 11 km y un palpable desinterés por todos ellos.

## Demografía
| 25            | 29 | 26 | 27 | 29 | 32 | 36 | 34 | 38 | 39 | 33 | 39 |
| (Fuente: INE) |    |    |    |    |    |    |    |    |    |    |    |

## Economía
Destacan las actividades tradicionales como la agricultura y la ganadería, destacando de esta especialmente la bobina. En la actualidad también han proliferado los establecimientos dedicados al turismo rural.

## Patrimonio

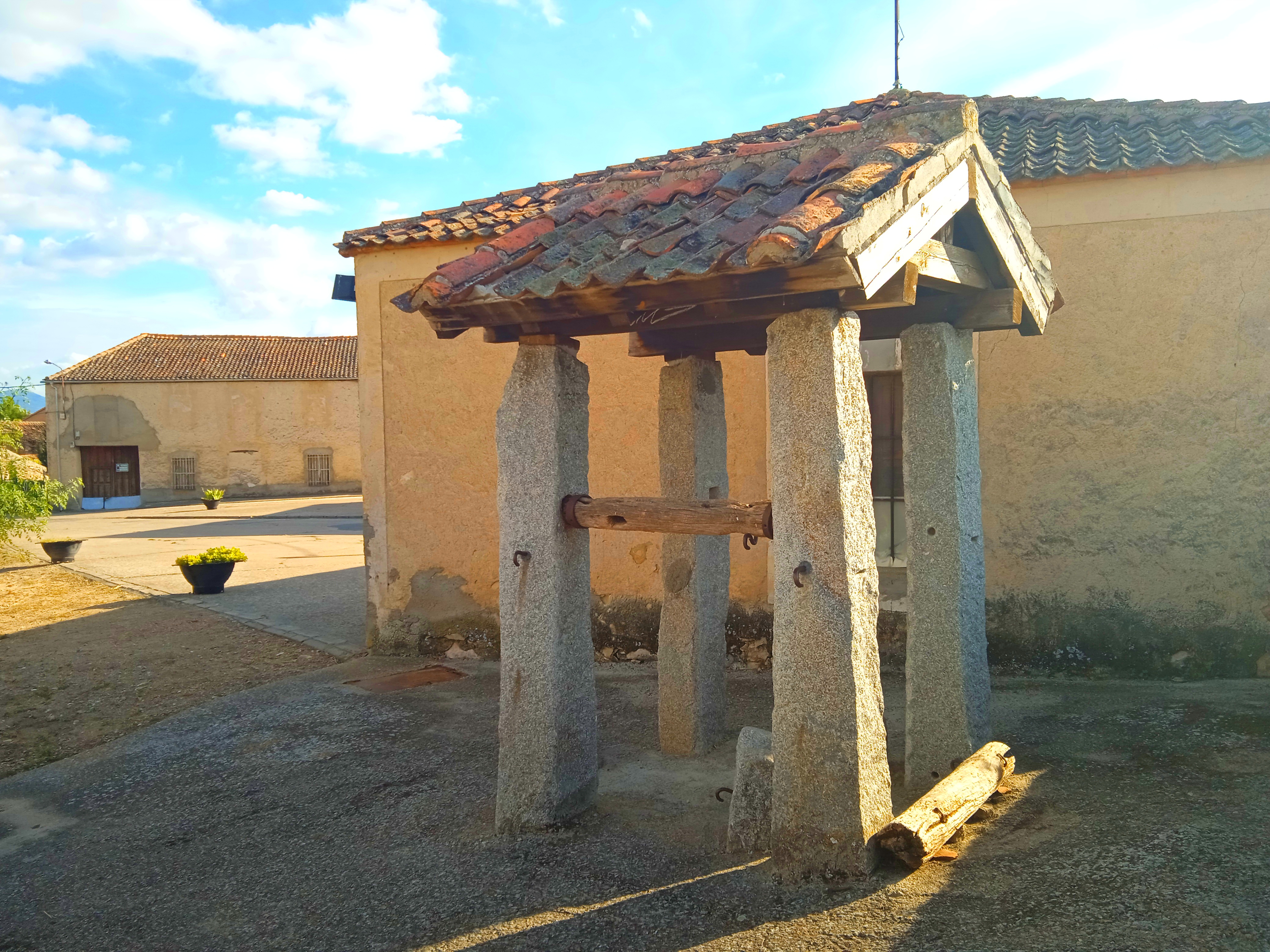
Potro de herrar

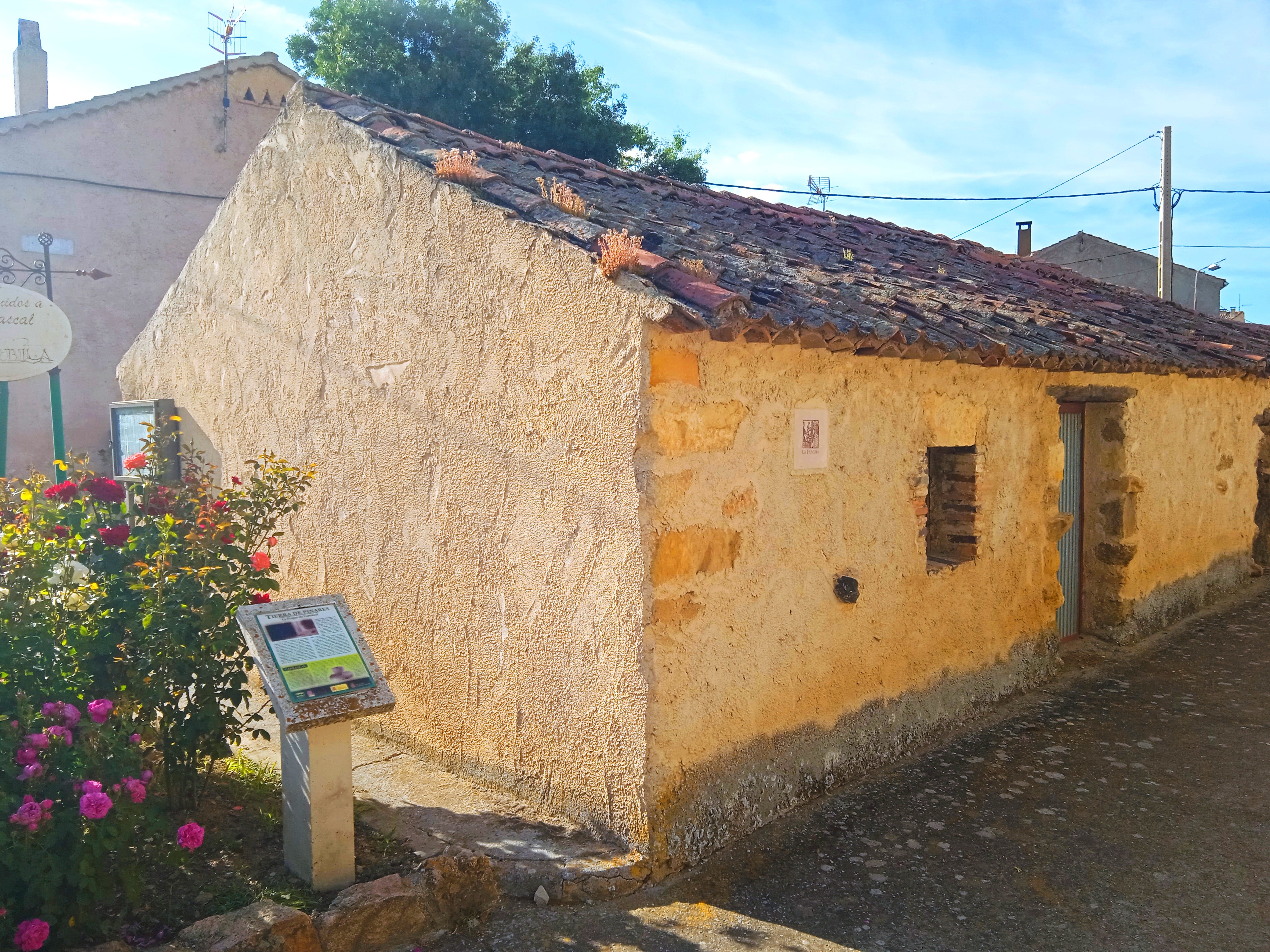
Edificio de la fragua

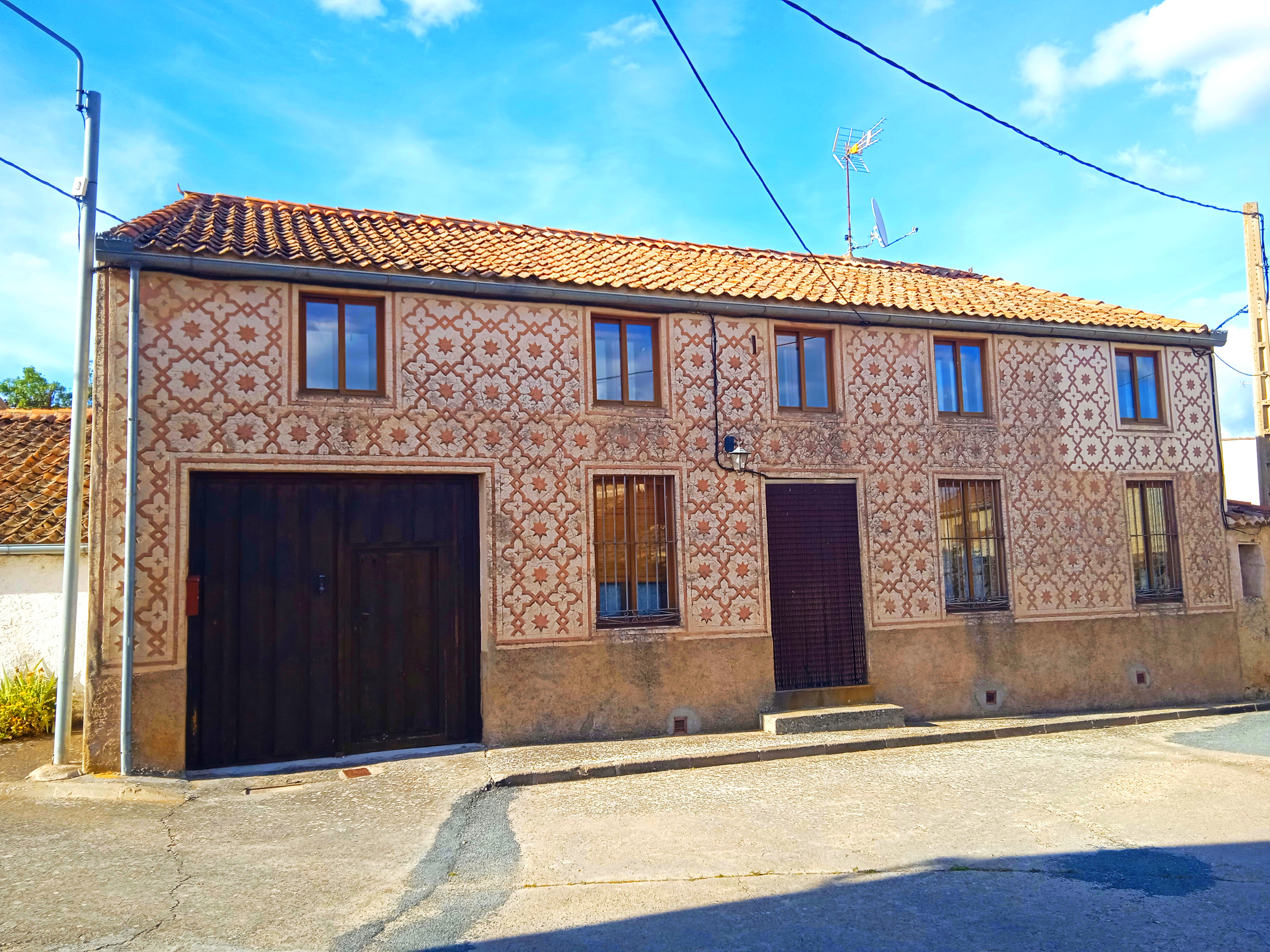
Esgrafiado Segoviano típico en una de las casas del pueblo

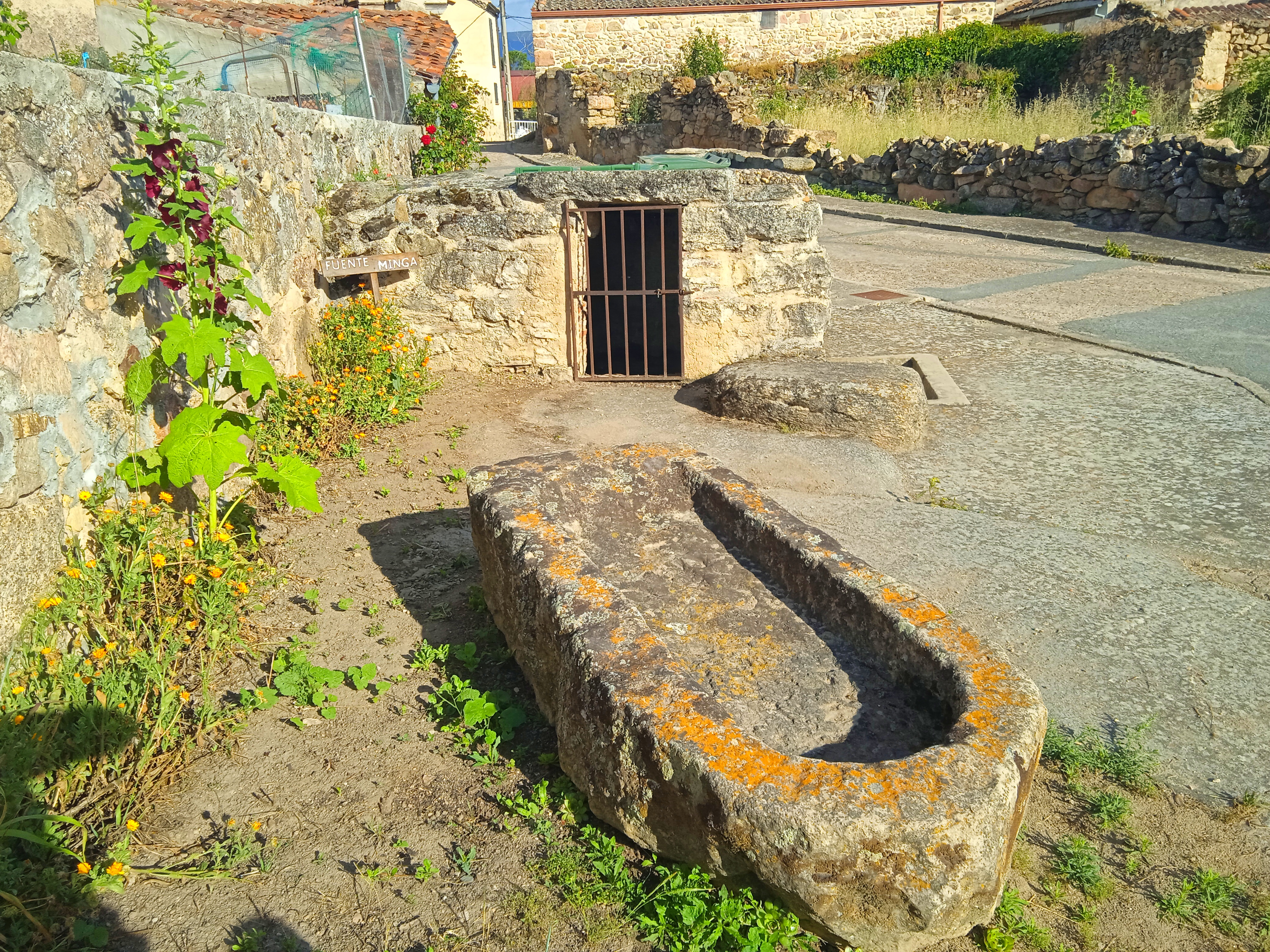
Fuente Minga, con pilón y bodega

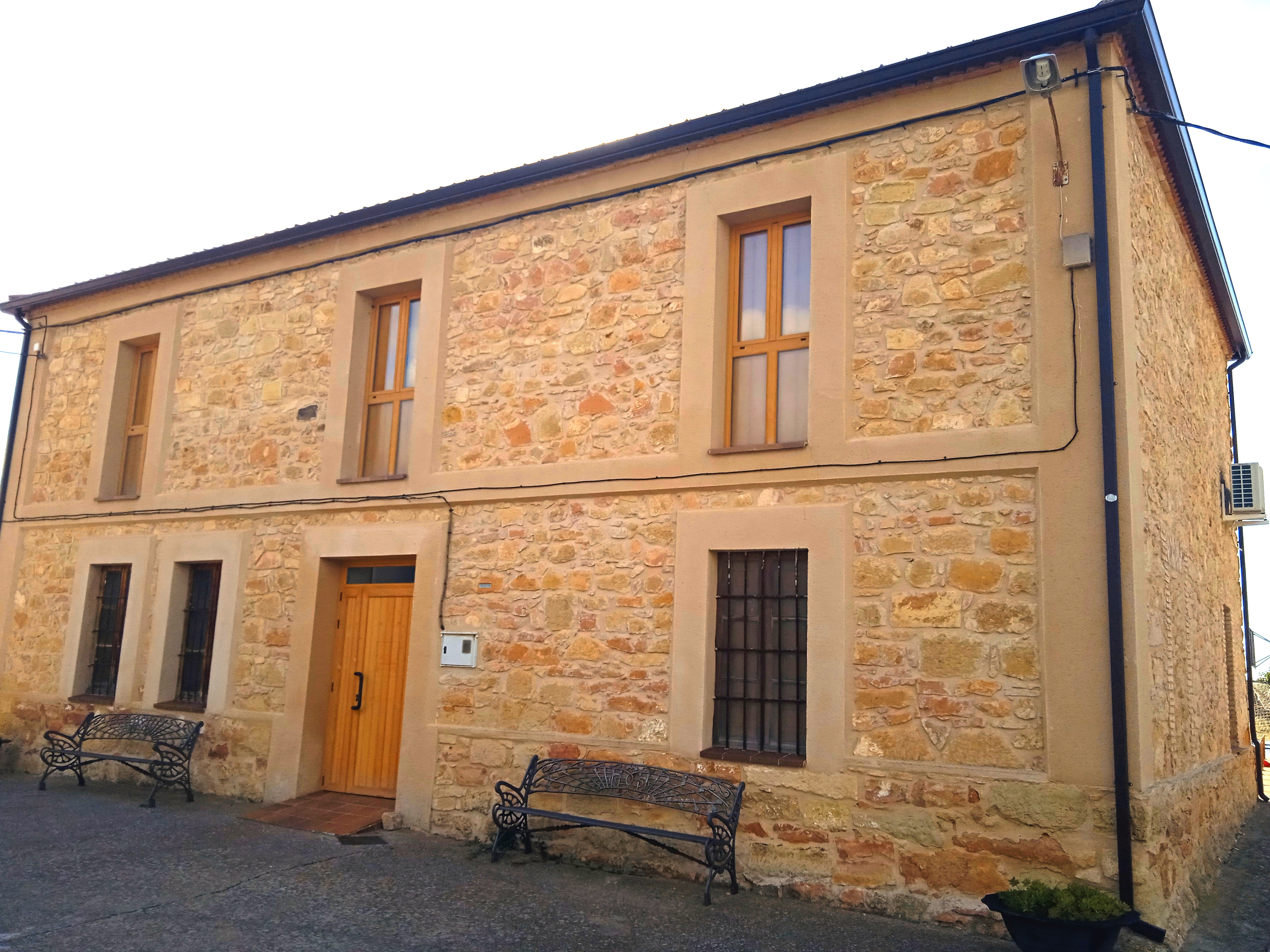
Antiguas escuelas rehabilitadas

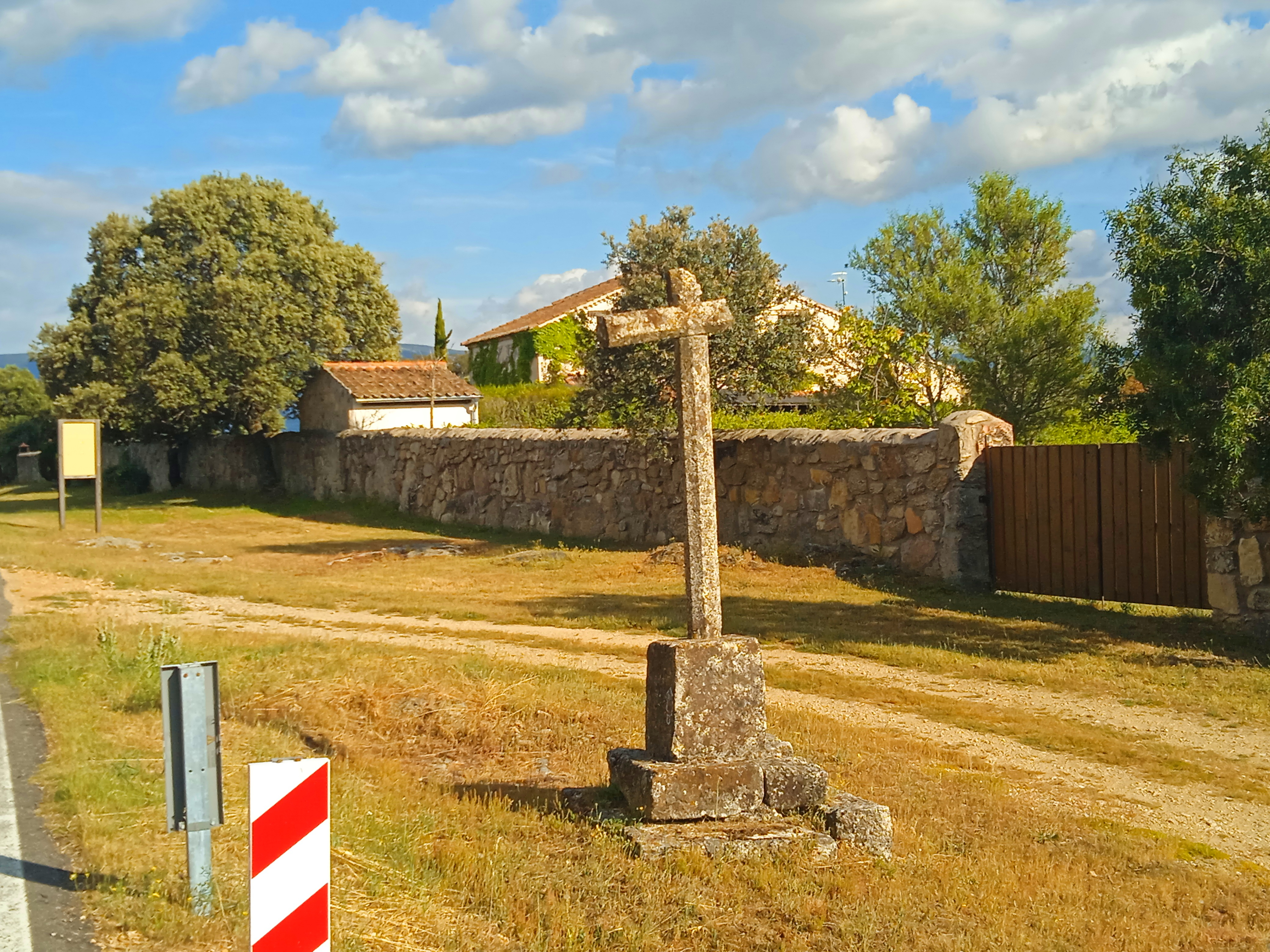
Cruz de término

- Iglesia parroquial de San Martín de Tours, es una remodelación del siglo XVI sobre otra más antigua románica. En una de las dovelas del arco de la portada pone San Martín, reza por nosotros con fecha 1581. Con cabecera rectangular y tres naves. Además de su característica torre, destaca su retablo mayor, en su centro con un altorrelieve tallado en madera con la escena de San Martín compartiendo la capa con el mendigo. Existe también una imagen de bulto del santo ataviado de obispo del siglo XVII. La pila bautismal, una copa de piedra colocada sobre una grada circular de sillería, es románica.
- Ermita de llamada de Santa Rosa, aunque su verdadera es la de Nuestra Señora de la Rosa. De planta rectangular cubierta con armadura de madera y teja. Destaca su altar barroco con la imagen de la Virgen con al Niño Jesús en una mano y una rosa en la otra;
- Varias fresnedas con vistas a la Sierra de Guadarrama.
- Antigua fragua, con su fuelle, yunque y piedra de amolar.
- Edificio tradicional reconvertido en un centro cultural llamado La Carrileja.
- Esgrafiado típico segoviano.
- Manantial de Fuente Minga con un pilón.
- Cruz de término.
- Dos toriles.
- Caz de agua.
- Antiguas escuelas.
- Potro de herrar.[3][8][9]

## Cultura

### Fiestas
- Nuestra Señora de la Rosa, cuenta con una romería en su ermita, a principios del mes de julio.
- San Roque, fiesta grande, el fin de semana más próximo al 16 de agosto.
- San Martín, el 11 de noviembre.

### Leyenda del Tuerto de Pirón
El Tuerto de Pirón era un bandolero nacido en la localidad cercana de Santo Domingo de Pirón. Fernando Delgado Sanz, apodado el Tuerto de Pirón, robaba a los ricos, asaltaba iglesias y caminos, en Carrascal de La Cuesta su banda cometió uno de sus robos de mayor dinero a un ganadero que había vendido todo el ganado que tenía en un mercado de Turégano, le quitó todo el dinero que había conseguido.